# Twin Oaks (Oklahoma)
Twin Oaks és una concentració de població designada pel cens dels Estats Units a l'estat d'Oklahoma. Segons el cens del 2000 tenia 186 habitants.

## Demografia
Segons el cens del 2000, Twin Oaks tenia 186 habitants, 63 habitatges, i 49 famílies. La densitat de població era de 30 habitants per km².
Dels 63 habitatges en un 41,3% hi vivien nens de menys de 18 anys, en un 61,9% hi vivien parelles casades, en un 11,1% dones solteres, i en un 22,2% no eren unitats familiars. En el 22,2% dels habitatges hi vivien persones soles el 7,9% de les quals corresponia a persones de 65 anys o més que vivien soles. El nombre mitjà de persones vivint en cada habitatge era de 2,95 i el nombre mitjà de persones que vivien en cada família era de 3,45.
Per edats la població es repartia de la següent manera: un 29,6% tenia menys de 18 anys, un 10,8% entre 18 i 24, un 33,3% entre 25 i 44, un 18,3% de 45 a 60 i un 8,1% 65 anys o més.
L'edat mediana era de 30 anys. Per cada 100 dones de 18 o més anys hi havia 95,5 homes.
La renda mediana per habitatge era de 26.818 $ i la renda mediana per família de 28.750 $. Els homes tenien una renda mediana de 25.167 $ mentre que les dones 16.607 $. La renda per capita de la població era de 8.334 $. Entorn del 29,2% de les famílies i el 39,1% de la població estaven per davall del llindar de pobresa.

## Poblacions més properes
El següent diagrama mostra les poblacions més properes.